# ویلیام فرگوسن (راننده مسابقه)
ویلی فرگوسن (انگلیسی: Willie Ferguson؛ زادهٔ ۶ مارس ۱۹۴۰ در ژوهانسبورگ، درگذشتهٔ ۱۹ مهٔ ۲۰۰۷ در دوربان) رانندهٔ مسابقات اتومبیل‌رانی فرمول یک اهل آفریقای جنوبی بود که در فصل ۱۹۷۲ در مجموع در یک گراند پری شرکت کرد، اما موفق به کسب هیچ امتیازی نشد.
فرگوسن در ۱۹ مهٔ ۲۰۰۷ در دوربان درگذشت.